# Чувашский Чикилдым
Чувашский Чикилдым — деревня в Тетюшском районе Татарстана. Входит в состав Бакрчинского сельского поселения.

## География
Находится в юго-западной части Татарстана на расстоянии приблизительно 31 км на юго-запад по прямой от районного центра города Тетюши недалеко (1 км) от реки Свияга.

## История
Известна с 1698 года, до 1920 учитывалась как единая деревня Чикилдым, которая позже разделилась на Татарский Чикилдым и Чувашский Чикилдым.

## Население
Постоянных жителей насчитывалось в 1859 — 154, в 1897 — 327, в 1913 — 366, в 1920 — 437, в 1938 — 332, в 1949 — 442, в 1958 — 404, в 1970 — 241, в 1979 — 176, в 1989 — 102. Постоянное население составляло 90 человек (чуваши 93 %) в 2002 году, 71 — в 2010.